# Giuseppe Mormino
Giuseppe Mormino (Sutera, 23 novembre 1880 – Roma, 23 gennaio 1955) è stato un prefetto e politico italiano.
Nell'amministrazione dell'interno dal 1908, è stato prefetto e contemporaneamente presidente della Camera di commercio a Foggia, Perugia, Ancona, Padova e Genova. Dopo il ritiro per limiti di età ha ricoperto gli incarichi di capo di gabinetto al Ministero dell'interno e consigliere di stato. Senatore dal 1933, è decaduto con sentenza dell'Alta Corte di Giustizia per le Sanzioni contro il Fascismo del 22 marzo 1945.